# Shibchar
Shibchar är ett underdistrikt i Bangladesh. Det ligger i den centrala delen av landet, 40 km sydväst om huvudstaden Dhaka.
Trakten runt Shibchar består till största delen av jordbruksmark. Runt Shibchar är det mycket tätbefolkat, med 1 573 invånare per kvadratkilometer.